# Kempenland-West
Kempenland-West is een Natura 2000-gebied in de Nederlandse provincie Noord-Brabant, regio de Kempen en is verdeeld over de gemeenten Bladel, Eersel, Goirle, Hilvarenbeek, Oirschot en Reusel-De Mierden.
De oppervlakte van het Natura 2000-gebied is 1882 ha. Het is in beheer door Brabants Landschap, Staatsbosbeheer en de gemeente Eersel. Ook staat het gebied bekend om de grootste populatie van de zeldzame drijvende waterweegbree van Nederland.
Het heide- en vennengebied van Kempenland bestaat voornamelijk uit vochtige en droge heideterreinen en een aantal laaglandbeken. Het gebied is verdeeld in meerdere delen, die los van elkaar gelegen. Deze delen bestaan uit: De Rovertsche Heide, waarvan de Rovertse Leij en het ven Papschot onderdeel zijn, de Mispeleindse- en Neterselse Heide, met de vennen De Flaes en Het Goor, en het gebied de Landschotse Heide, die bestaat uit meerdere heidevennen zoals: Keijenhurk, Kromven, Wit Hollandven en Berkven. Tussen deze heideterreinen stromen de meanderende lopen van de laaglandbeken de Reusel, de Groote Beerze en de Kleine Beerze, die samen met het wat verder weg gelegen Groot- en Kleinmeer ook onderdeel van het Natura 2000-gebied uitmaken.